# WWVH (短波授時台)

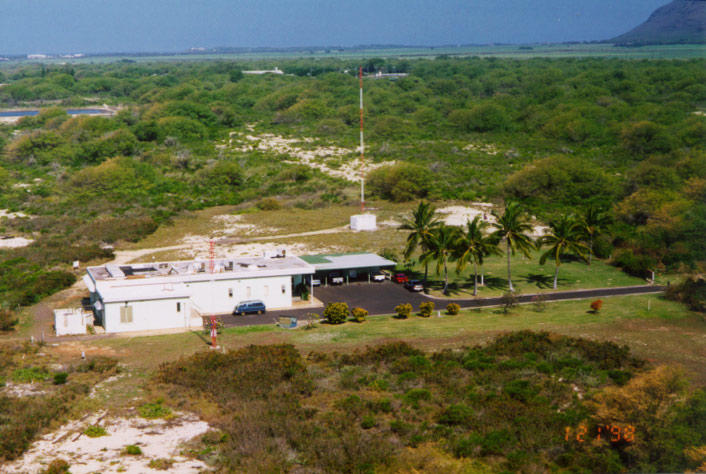
WWVH的位於考艾島的廣播站

WWVH是美国国家标准与技术研究院管轄短波无线电授时站，以及政府通知的廣播站。WWVH位于美國夏威夷州考艾岛凯卡哈的巴金沙导弹靶场，是21°59′16″N 159°45′47″W / 21.98778°N 159.76306°W WWV 的位於太平洋姊妹站，它們也用作傳送協調世界時及美國政府的警報。即使同时收到这两种授時站，也可以透過格式以分辦，一个發射站的语音公告与另一个發射站的沉默期互相对应。WWVH的时间信号也可以通过电话获取。WWVH也被作為時鐘校正及無線電測試的工具。

## 歷史
在1948年11月22日，WWVH仿效WWV，在毛伊岛的基希开始运营，作為在太平洋的標準時間。廣播在5、10和15兆赫上。到1964年7月，WWVH的广播中加入了整點的语音播报。WWVH的設備在1948到1967年期間一直受到海洋線侵蚀的問題。到1971年7月，電台搬到了凯卡哈的巴金沙导弹靶场，占地30英亩（12公顷）。QSL卡的派發從20世纪70年代中期開始。在2019年，国家标准与技术研究院曾經打算，因预算要求而关闭WWVH，但是最終並沒有關閉。

## 功能
WWVH會在全時間，提供時間信息、太空天氣、無線電演習資訊。也可以作為無線電傳播測試。WWVH在2.5MHz、5MHz、10MHz及15MH上發射訊息，屬於短波無線電波。WWVH利用銫原子鐘進行定時，足以滿足一般用戶的需要。在經過校正後，也可以籍由WWVH得到UT1。而BCD時間碼則會在副载波上記錄。WWVH的信号應用於无线电时钟中，用作自動校正時間。
| WWVH 天线坐标 | WWVH 天线坐标                                         |
| ------------- | ----------------------------------------------------- |
| 2.5兆赫       | 21°59′20.9″N 159°45′52.4″W / 21.989139°N 159.764556°W |
| 5.0兆赫       | 21°59′10.8″N 159°45′44.8″W / 21.986333°N 159.762444°W |
| 10兆赫        | 21°59′18.2″N 159°45′51.3″W / 21.988389°N 159.764250°W |
| 15兆赫        | 21°59′15.3″N 159°45′50.0″W / 21.987583°N 159.763889°W |

WWVH在授時上的絕對誤差，發射時位0.0001毫秒以内；位於美国時的接收誤差度小于10毫秒；接收時誤差最高則為1毫秒。
| 電台 | 開始服役年份 | 退役年份 | 報時滴答 | 声音播報 | 風暴警报 | 地球物理學警报 | 整點音效 | 二進制時間碼 | UT1時間校正 |
| ---- | ------------ | -------- | -------- | -------- | -------- | -------------- | -------- | ------------ | ----------- |
| WWV  | 1923年       |          | ✔        | ✔        | ✔        | ✔              | ✔        | ✔            | ✔           |
| WWVH | 1948年       | ✔        | ✔        | ✔        | ✔        | ✔              | ✔        | ✔            |             |
| WWVB | 1963年       | ✔        |          |          |          |                | ✔        | ✔            |             |
| WWVL | 1963年       | 1972年   | ✔        |          |          |                |          |              |             |

## 传输系统

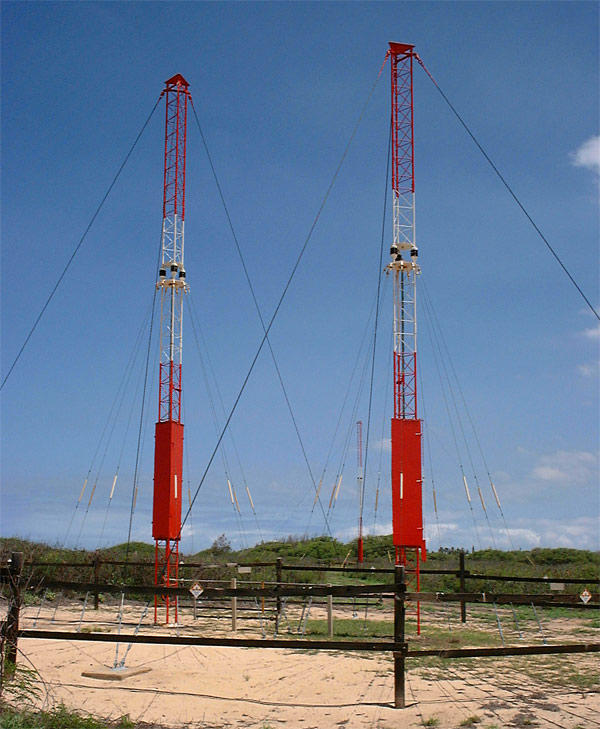
由15MHz訊號所用的天線。

WWVH通过四台发射机广播它的信号，每个频率各使用一台。5MHz的採用半波長的垂直相位陣列天線組成，从天線發射出来的信号与相鄰天線的信号是相位正交，發射功率為2.5kW。而其餘发射机使用垂直的单极天線，以全向模式發射，發射功率為10kW。每台发射机會有一條備用的垂直的单极天線，調變方式是振幅調變。WWVH的輻射方向圖呈心形，最大增益處指向太平洋西方。
WWVH 的时间信号也可以拨打 +1 (808) 335-4363 獲取。WWVH 的信號相比起全球定位系统的報時，比較精準和易於接收到。

## 广播格式
WWVH 信号与 WWV 信号相似。但两者存在些许不同以避免混淆：

### 語音訊息
| 情況               | WWVH                                                        | WWV                                                            |
| ------------------ | ----------------------------------------------------------- | -------------------------------------------------------------- |
| 每秒滴答声         | 在單數秒時，播放500Hz滴答声。 在雙數秒時，播放600hz滴答声。 | 在單數秒時，播放600Hz滴答声。 在雙數秒時，播放500Hz滴答声。    |
| 每分鐘的第一个滴答 | 800毫秒的1200Hz滴答声。                                     | 800毫秒的1000Hz滴答声。                                        |
| 每小时的第一个滴答 | 皆會發出800毫秒的1500Hz滴答声，廣播一次440Hz的音调          | 皆會發出800毫秒的1500Hz滴答声，廣播一次440Hz的音调             |
| 每小时的第一个滴答 | 除在跨過UTC日時，在每小時第1分鐘，播放440Hz的滴答声。       | 除在跨過UTC日時，在UTC日的在每小時第2分鐘，播放440Hz的滴答声。 |

如果同時接受到兩個授时站的信息，將會產生500Hz和600Hz的互相交疊滴答声，產生類似時計的音效。

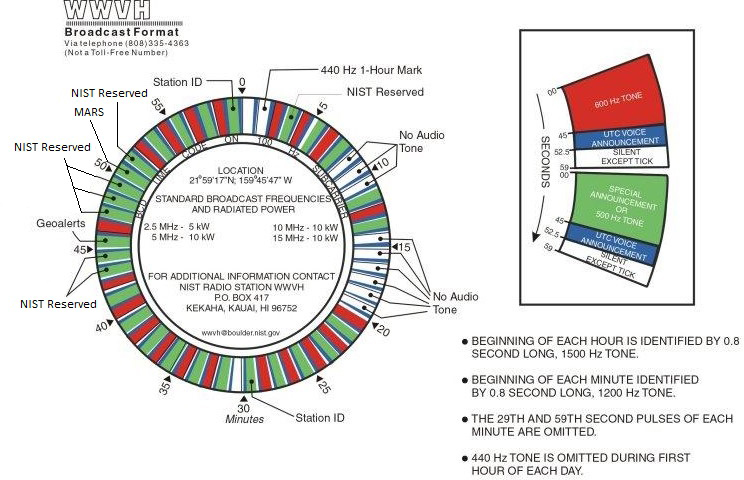
WWVH的廣播格式

WWVH在每小時第0，8 -10，14 - 19, 29 - 30分鐘時，不會播放滴答声。取而代之會播送語音信息：
- WWVH的語音信息時間表為：
  - 在每小時第29和59分钟發送電台呼號。
  - 在UTC 0000、0300、0600、0900、1200、1500、1800和2100的第45分钟传送美國国家气象局地球物理學警报，包括地磁擾動指數，用於預測高頻無線電傳播。
  - 在每小时的第50分钟，公布即将和進行中的军事辅助无线电系统（MARS）和美国国防部（DoD）的演习。每次會播放兩星期。[7]
  - 在每小时的第8分钟至9分钟播报大西洋公海警报，在每小时第10分钟播报北太平洋东部公海警报，在恶劣情况下会在每小时的52分播报，資料來自美國国家气象局。該服務在2019年1月31日起停止。[15]
  - 在每小时的第44分钟，美国海岸警卫队會公布全球定位系统（GPS）状态公告。[2][16][3]

WWVH使用女声（Jane Barbe）進行聲音廣播，有别于WWV使用聲音男声。為了尽量减少WWVH对WWV互相干扰，WWVH在所有頻率的广播都是定向的，主要指向太平洋西方。尽管有此措施，在特定地區(特别是在北美的西海岸)以及特定时间，電離層的強度較合適，接收者可以同时听到WWV和WWVH的訊號。

### 二進制時間碼
每一分鐘，WWVH都會以二進碼十進數的格式來廣播現在的時間。WWVH會在100Hz的子载波上广播一个二進碼十進數（BCD）型式时间码，时间码包括当前的分钟、小时、年月日。时间码以振幅調變方式表達二進制數字，200毫秒的停止代表0位元；500毫秒的停止代表1位元。完整一次二進制時間碼廣播需要一分鐘。位元的編碼和發送位元的順序如下：
- 分鐘參考標記位於每分鐘的第0，9，19，29，39，49和59秒滴答聲。因此，連續的兩個標記點所述表示該分鐘的開頭，並作為接通下一幀的時間標記的時間代碼。分鐘參考標記能夠確保接收器能正確解碼時間代碼。
- 閏秒指示會在每一滴答內發送的第59秒、60秒、0秒上標記。第三個時間代碼的傳輸是用作指示分鐘的開始。
- WWVH的時間代碼中有11個未使用的位元，它會發送二進制的0。而時間代碼中剩餘的42位元用作傳輸二進制的時間代碼等信息。[7]BCD時間編碼格式在以上面的圖片中，紅色（-30 dBr）表示長500毫秒的停止載波，代表1位元，代表位元1；和黃色（-14 dBr）方塊長200毫秒的停止載波，代表0位元。

上面的例子中的時間編碼代表以下的含義：
- 2009年第88日（3月27日）
- 該分鐘開始於協調世界時21:30:00。
- DUT1是-0.3秒
- 日光節約時正生效。

### 電台识别

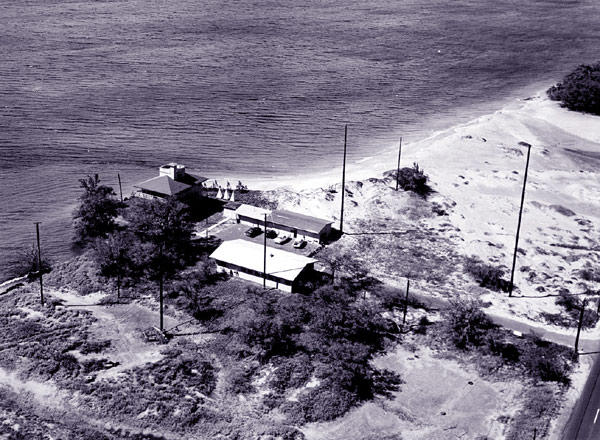
WWVH的舊廣播站

WWVH 每小时会的第 29 分钟和 59 分钟时發出自己的识别。识别文本如下：
|                | 国家标准和技术研究所的时间。这裏是夏威夷考艾岛的WWVH电台，在国际分配的2.5、5、10和15兆赫的标准载波频率上進行广播，提供一天的时间、标准时间间隔和其他相关信息。可以通過向地址「无线电台WWVH，417號信箱，凱卡哈，夏威夷96752」向国家标准和技术研究所作出有关这些传输的询问。Aloha。。 |
| ——WWVH電台识别 | |

发送到该地址的接收报告，将會根据要求下以QSL卡的形式回复。 

## 註解
1. ↑  National Institute of Standards and Technology Time. This is radio station WWVH, Kauai, Hawaii, broadcasting on internationally allocated standard carrier frequencies of 2.5, 5, 10 and 15 megahertz, providing time of day, standard time interval, and other related information. Inquiries regarding these transmissions may be directed to the National Institute of Standards and Technology, Radio Station WWVH, Post Office Box 417, Kekaha, Hawaii 96752. Aloha.
2. ↑  夏威夷語：你好